# Ripasmeer
Het Ripasmeer is een meer in Zweden. Het meer ligt in de gemeente Kiruna tussen het Torneträsk met de Ripasberg in het zuiden en de grens met Noorwegen in het noorden op 435 meter hoogte. De Ripasrivier stroomt vanuit het westen het meer in en in het oosten het meer weer uit. Er liggen twee eilanden in het meer: het Ripasmeereiland en Orrunsuolu.
afwatering: Ripasrivier → meer Ripasmeer → Ripasrivier → meer Torneträsk → Torne → Botnische Golf